# Masdevallia ustulata
Masdevallia ustulata är en orkidéart som beskrevs av Carlyle August Luer. Masdevallia ustulata ingår i släktet Masdevallia och familjen orkidéer. Inga underarter finns listade i Catalogue of Life.